# Єрузалем (Лютомер)
Єрузалем (словен. Jeruzalem) — поселення в общині Лютомер, Помурський регіон, Словенія. Висота над рівнем моря: 328,5 м.